# Экологические последствия российского вторжения на Украину (с 2022)

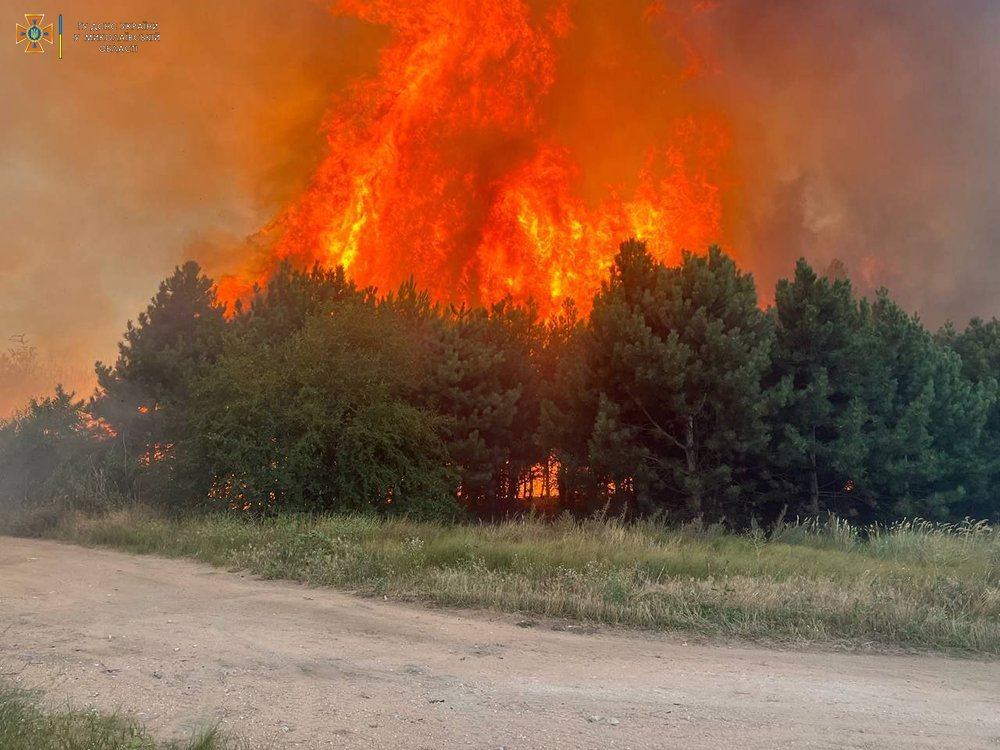
Загоревшийся от обстрела лес в Николаевской области, 9 августа 2022

Экологические последствия войны на Украине — разноплановый единовременный и долгосрочный ущерб природе и общественному здоровью, вызванный военными действиями на территории Украины в 2022 году после вторжения российских войск.
Сопряжённые с боевыми действиями взрывы и выстрелы наносят как непосредственный физический ущерб, так и токсический, выделяя в воздух, воду и почвы такие ядовитые вещества и канцерогены, как ртуть, свинец, обеднённый уран, и другие. Попадая в организм человека, взрывчатые вещества (TNT, DNT, гексоген) приводят к серьёзным нарушениям работы всех органов и систем.
Бои в зоне высокой концентрации тяжёлой промышленности приводят к техногенным авариям, утечкам токсичных отходов и топлива, негативный эффект от которых распространяется на значительные территории, задевая Европу и Россию. Разрушенные здания десятилетиями выделяют канцерогенную пыль. Тяжёлые металлы и химикаты проникают в подземные воды и отравляют источники питьевой воды, делая реки и водоёмы непригодными для обитания. Из-за разрушений гражданской инфраструктуры более 4 млн человек в Украине оказались лишены доступа к чистой питьевой воде. Почвы в зонах боевых действий становятся непригодны для земледелия, так как накапливающиеся в них поллютанты попадают в растения, а через них — в организмы людей и животных.
Война повышает риски радиационных аварий. Перебои с электроснабжением АЭС, бои в непосредственной близости от станций и хранилищ ядерных отходов могут привести к катастрофам, сравнимыми с авариями в Чернобыле или Фукусиме. Сопряжённые с военными действиями выбросы CO2 исчисляются миллионами тонн и ставят под угрозу цели Парижского соглашения.
В зоне военных действий оказались свыше 12 406,6 км² заповедных территорий Украины. Популяции эндемичных видов растений и животных понесли значительные потери, мигрирующие виды птиц оказались лишены привычных маршрутов и мест гнездования, разрушены результаты многолетних проектов по восстановлению биоразнообразия.
Чтобы оценить весь причинённый ущерб, требуется полное прекращение военных действий. По предварительным оценкам учёных, на восстановление экологии Украины потребуется не меньше 15 лет, но часть нанесённого урона необратима.

## Ущерб окружающей среде от военных действий
Экологический ущерб от военных действий очень многогранен, а его последствия могут длиться столетиями. По оценке учёных, земля на полях боёв Первой мировой войны близ бельгийского Ипра до сих пор содержит свыше 2800 тонн меди в верхних слоях. В Иране почвы контаминированы ртутью и хлором после Исламской революции. В Кабуле только за 2018 год зарегистрировано 3000 смертей от заболеваний, вызванных токсическими отравлениями при боях 1978 года. После Чеченских войн свыше 30 % земли региона стали непригодны для сельского хозяйства. Сроки, за которые в природе распадаются снаряды и патроны, варьируют от 100 до 300 лет в зависимости от состава почв, доступа кислорода и воды. Разрушенные войной города представляют собой значительную экологическую угрозу — в завалах остаются неразорвавшиеся боеприпасы, от уничтоженных зданий в воздух годами поднимается канцерогенная пыль, содержащая асбест и подобные поллютанты, объёмы мусора исчисляются миллионами тонн. Ущерб природе создаёт и массовое переселение людей: нагрузка на инфраструктуру принимающих регионов значительно вырастает, а, например, в палаточных лагерях беженцев трудно обеспечить экологичную систему сбора отходов.
Анализ последствий военных действий 2014 года показал, что на тот момент заложить мину в Украине стоило 2,5 евро, а провести операции по разминированию и очистке — 900 евро. Чтобы полностью оценить экологический ущерб от войны, потребуется значительное количество исследований, которые невозможны в период активных боевых действий. По подсчётам Министерства окружающей среды Украины, к середине июня 2022 года экологический ущерб превысил 6,6 млрд евро. Выбросы CO2, которые происходят при перемещении военной техники, транспортировке снарядов, пожарах, сгорании топлива, составляют сотни миллионов тонн и ставят под угрозу усилия развитых стран по снижению темпов глобального потепления.

### Прямые загрязнения

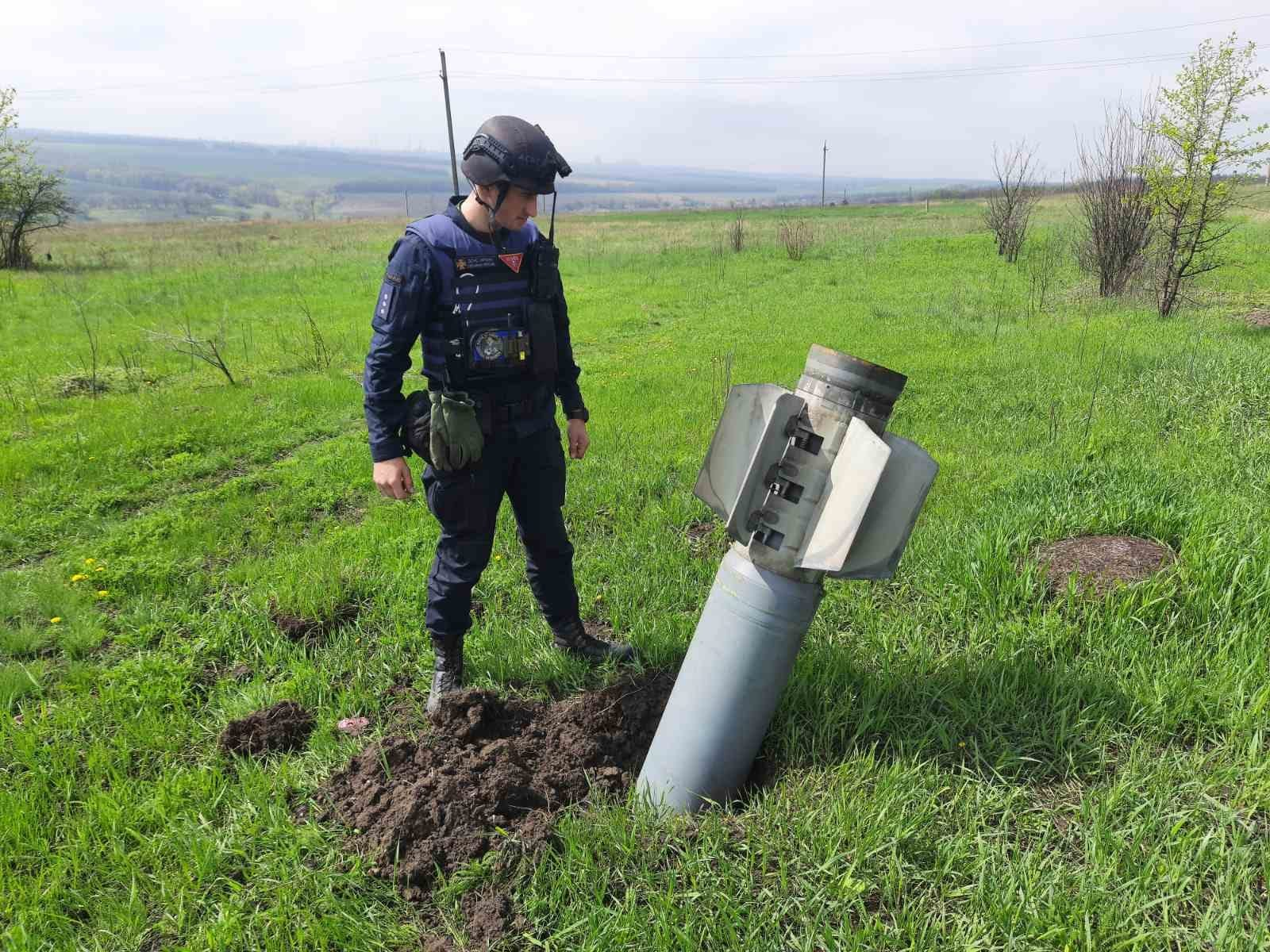
Сотрудник ГСЧС Украины осматривает снаряд на лугу в Луганской области

Уже после первых двух недель войны в воздухе Киевской области концентрация вредных веществ в 27 раз превышала допустимую. Взрывы боеприпасов, разрушение и сгорание военной техники вместе с топливом и боекомплектами вызывают значительное загрязнение воздуха, воды и почв. При каждом взрыве выделяются частицы тяжёлых металлов, формальдегид, оксиды азота, синильная кислота и токсичные органические соединения, локализовать воздействие которых невозможно: ветры, реки и подземные воды разносят их на значительные расстояния, поэтому экологические последствия войны на территории Украины непосредственно затронут Россию и Европу. После взрыва высвобожденные химические соединения окисляются на воздухе, сера и оксид азота вызывают кислотные дожди, которые меняют pH состав почв, «обжигают» растения и слизистые млекопитающих (в том числе органы дыхания у людей).

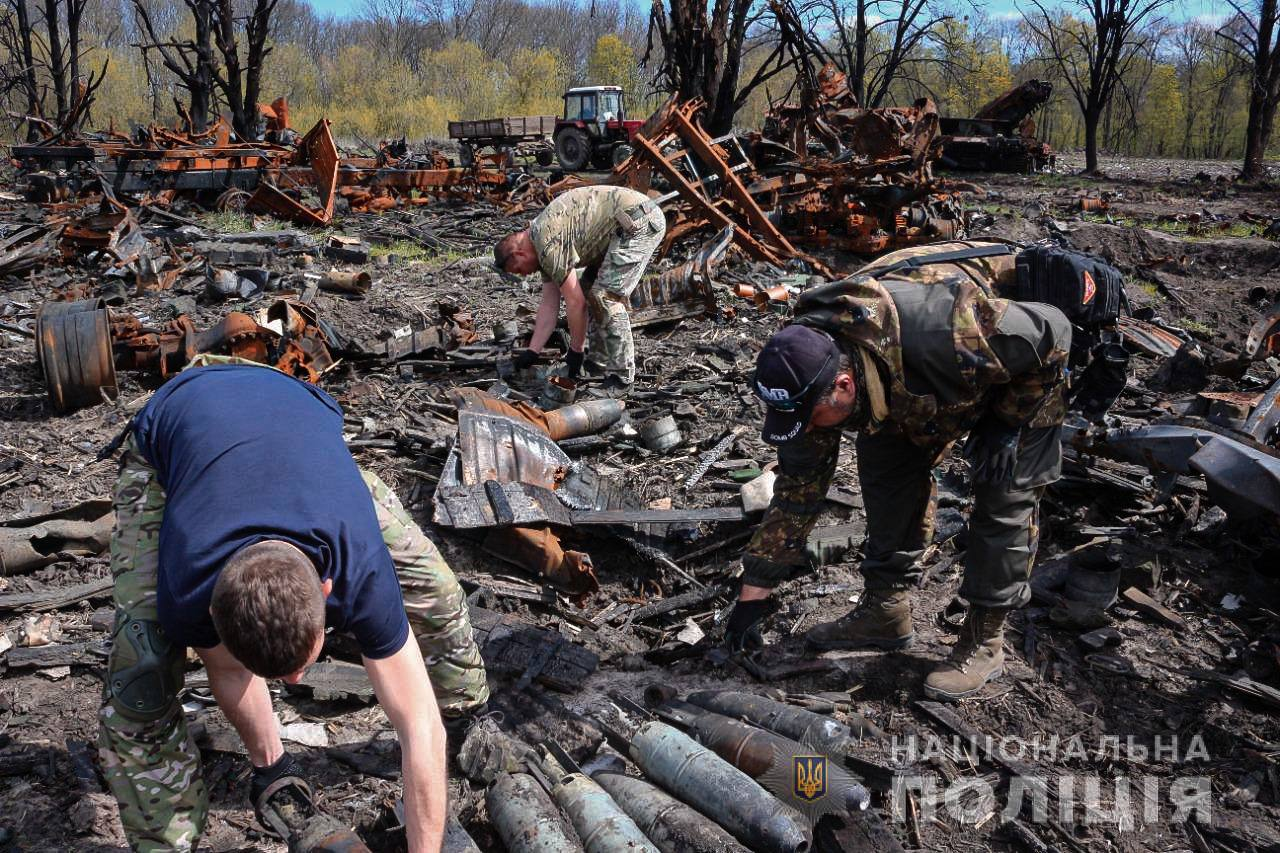
Сбор неразорвавшихся снарядов после боёв в Сумской области

Армейские снаряды на 95-97 % состоят из свинца. Кроме него, в их состав входят никель, цинк, барий, марганец, медь, сурьма, иногда — обеднённый уран. Свинец крайне токсичен и легко распространяется — он попадает в организм человека не только через пищу, воду или дыхание, но даже впитываясь через кожу и волосы[уточнить]. Долгосрочное интенсивное воздействие свинца вызывает необратимые поражения почек, но даже короткий контакт и небольшие дозы повреждают нервную систему и приводят к энцефалопатии, анемии, потере координации и расстройству памяти. Аналогичные нейротоксические эффекты отмечены и у животных. Частицы обеднённого урана в 100 раз меньше лейкоцита и попадают к обонятельным нервам переднего отдела мозга, минуя клеточные барьеры, и вызывают нарушения когнитивных и мыслительных функций. Сурьма вызывает раздражение и воспаление сердечно-сосудистой, респираторной и пищеварительной систем. Никель поражает не только их, но и иммунную систему. Повышенные концентрации меди, марганца и цинка приводят к отравлению и при накоплении вызывают острые состояния от пневмонии и лёгочного фиброза до летаргии. Микрочастицы от разрушенных оболочек снарядов попадают в воду и по пищевой цепи проникают в организмы животных и людей.
Взрывчатые вещества (TNT, DNT, гексоген) приводят к химическому загрязнению, они вызывают у людей как острые отравления, так и долгосрочные мутагенные последствия. TNT легко всасывается через слизистые и кожу. В зависимости от дозы, его канцерогенные эффекты могут вызывать последствия от облысения и анемии до тяжёлых нарушений функций печени, катаракты и изменения состава крови. Отравление гексогеном может спровоцировать тошноту и анемию, а при длительном воздействии — нарушения функций почек и печени. DNT также токсичен, продолжительное воздействие больших доз может привести к нарушениям сердечно-сосудистой системы и онкозаболеваниям. При взрыве снаряда «Град» выделяется не менее 500 граммов диоксида серы, который при соприкосновении с водой превращается в сернистую кислоту. Земля после боёв, которую называют «выжженой», в действительности сожжена кислотой, а не обычным огнём. По оценке Министерства обороны США, к июлю 2022 года как минимум 1200 ракет и бомб взорвались в Украине после начала войны. В первые дни вторжения российские войска обстреливали склады боеприпасов, в том числе у села Паланки (27 февраля), возле Балаклеи (26 февраля) и в Чугуеве (1 марта), рядом с Кривым Рогом, Житомиром и в Краснополье. Облака токсичного дыма при таких взрывах особенно опасны, а близость к жилым районам усиливает их воздействие на здоровье местных жителей. Примером последствий такого воздействия является так называемый «Панчевский рак» — всплеск онкозаболеваний у людей, переживших бомбёжки во время бомбардировок Югославии в 1999 году. По оценкам некоторых учёных, токсины в воде, воздухе и почве несут популяции людей даже больший вред, чем непосредственно взрывы.

### Выбросы при разрушении производственных объектов
Восточная часть Украины, которая стала зоной наиболее активных боевых действий, является крайне индустриализированной территорией. Здесь расположены свыше 900 крупных производств, среди которых — нефтеперерабатывающие заводы, химические лаборатории, объекты металлургии, угольные шахты. По оценке Центра наблюдения за конфликтами и окружающей средой, в Восточной Украине хранится до 10 миллиардов тонн промышленных отходов. Прямые попадания ракет и взрывы на индустриальных объектах приводят к утечкам опасных веществ, которые загрязняют воздух, воду и почвы. Аварии на крупных промышленных объектах развиваться по «принципу домино», при котором взрывы и пожары провоцируют и усиливают тепловые, гидродинамические и химические выбросы.
На 1 апреля 2022 года было зафиксировано 36 атак на объекты нефтегазовой отрасли, 29 атак на электростанции, 7 — на объекты водной инфраструктуры и 6 — на АЭС. Всего в ходе военных действий только к июню 2022 года на территории Украины было подожжено свыше 60 нефтебаз. Крупные предприятия Восточной Украины, такие как «Азовсталь», Лисичанский нефтеперерабатывающий завод, «Сумыхимпром», представляют собой особую опасность при возможном повреждении. В результате обстрелов на Лисичанском НПЗ горели резервуар для нефтешламов объёмом 50 тыс. тонн, две цистерны с бензином по 20 тыс. тонн и серный склад. Персоналу «Азовстали» удалось остановить производственные процессы таким образом, чтобы в случае бомбёжки не произошло утечек опасных веществ. С 24 февраля в коксовых печах постепенно снизили температуру и залили их жидким стеклом, 25 февраля были утилизированы химические реактивы, используемые при производстве. Коксовый доменный газ, утечки которого могли произойти на работающем заводе, убивает человека в течение 3 секунд. Если в конвертерном цеху прорывает водяную фурму, в ванну с горячим металлом попадает вода, которая испаряется, разлагается с выделением водорода и даёт взрыв.

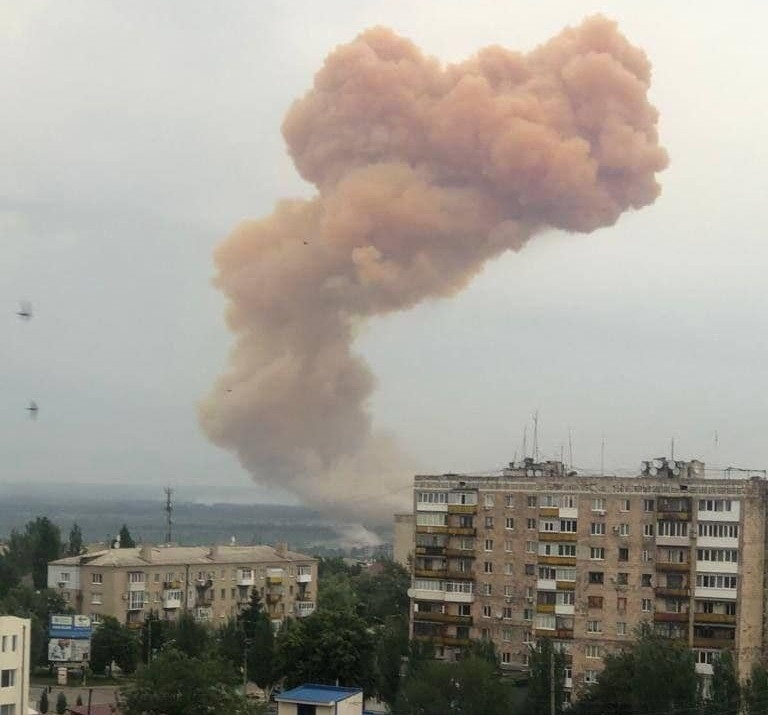
Выбросы от авиаудара по химзаводу в Северодонецке, 31 мая 2022

Количество техногенных аварий из-за российского вторжения так велико, что международное сообщество и правительство Украины говорят о них как об экоциде. Например, 21 марта на «Сумыхимпроме» ракеты попали в цистерны, наполненные аммиаком. В результате утечки радиус зоны загрязнения составил 2,5 км, жителям посёлка Новоселицы было рекомендовано спрятаться в укрытия. 5 и 9 апреля в Рубежном были взорваны цистерны с азотной кислотой, взаимные обвинения в подрыве выдвинули ВСУ и Народная милиция ДНР. 4 апреля 2022 года над Кременецким районом была сбита российская ракета, часть обломков которой упала на ферму и повредила цистерны с органическими удобрениями, вызвав утечку. Хотя цистерны были практически пусты, спустя несколько дней в местной реке Иква пробы показали 163-кратное превышение нормы содержания аммиака, по берегам обнаружили косяки мёртвой рыбы. 31 мая в районе Северодонецка была взорвана цистерна с азотной кислотой, поднялось токсичное облако, жителям области было рекомендовано спрятаться в укрытия. Всего к концу июня 2022 года украинская сторона зарегистрировала свыше двух тысяч случаев причинения ущерба окружающей среде.
Другим серьёзным последствием войны, которое несёт высокие экологические риски, является вынужденная миграция людей, при которой производственные объекты остаются заброшенными.
Без контроля специалистов и должного внимания даже неработающие заводы, фабрики, лаборатории становятся опасными объектами. Поскольку большая часть предприятий была построена ещё в советские годы, к настоящему времени их инфраструктура значительно изношена. Например, на Дзержинском фенольном заводе находятся два пруда токсичных отходов, дамба одного из них уже в 2019 году была признана нестабильной. В случае её прорыва 8 миллионов тонн ядохимикатов хлынут на прилегающие территории; примерно за 10 минут масса дойдёт до речки Железная Балка, поразив все питьевые источники региона, затем — до реки Северский Донец, а после этого — до российской территории. При затоплении заброшенных угольных шахт радионуклиды и другие токсичные вещества контаминируют подземные воды, загрязняя питьевые источники малых поселений. Специалисты Еврокомиссии ещё до 2022 года зафиксировали как минимум 35 шахт на Донбассе, оставленных без необходимого надзора и управления, среди них — шахта «Юнком», на которой в 1979 году проводился ядерный взрыв. Воды реки Камышеваха ещё в 2021 году окрасились в ярко-оранжевый цвет из-за загрязнения от заброшенной шахты «Золотое». Опасность, что из-за боёв оставленное без наблюдения оборудование выйдет из строя и произойдут новые техногенные аварии, растёт с каждым днём войны. При наиболее негативном сценарии развития событий токсичные химические отходы могут дойти до Азовского моря.

## Радиоактивная угроза
Украина занимает второе место в Европе по общей мощности ядерных электростанций, половину своего электричества страна получает от расположенных на её территории 15 энергоблоков. Атомные электростанции являются особенно уязвимыми объектами инфраструктуры, так как не имеют защиты на случай прямой военной угрозы. Помимо прямого поражения при обстрелах, вероятность аварий на АЭС растёт из-за нарушения режима работы сотрудников, перебоев с электричеством и связью. Например, если из-за отсутствия электричества перестанет работать подача воды для охлаждения реакторов, они могут просто расплавиться, как случилось после цунами на японской станции Фукусима.
Уже 24 февраля 2022 года из-за перемещения тяжёлой техники российской армии зафиксированный уровень гамма-излучения в Чернобыльской области в 28 раз превысил допустимый радиационный фон. Учёные объясняли это тем, что танки и грузовики при перемещении по зоне отчуждения поднимали в воздух радиоактивную пыль. Примечательно, что местная роза ветров преимущественно направлена в сторону России. Украинская сторона обвиняет российские войска в намеренных поджогах леса в зоне отчуждения ЧАЭС. По разным оценкам, в результате боёв и поджогов площадь лесных пожаров составила от 15 до 37 тысяч га.

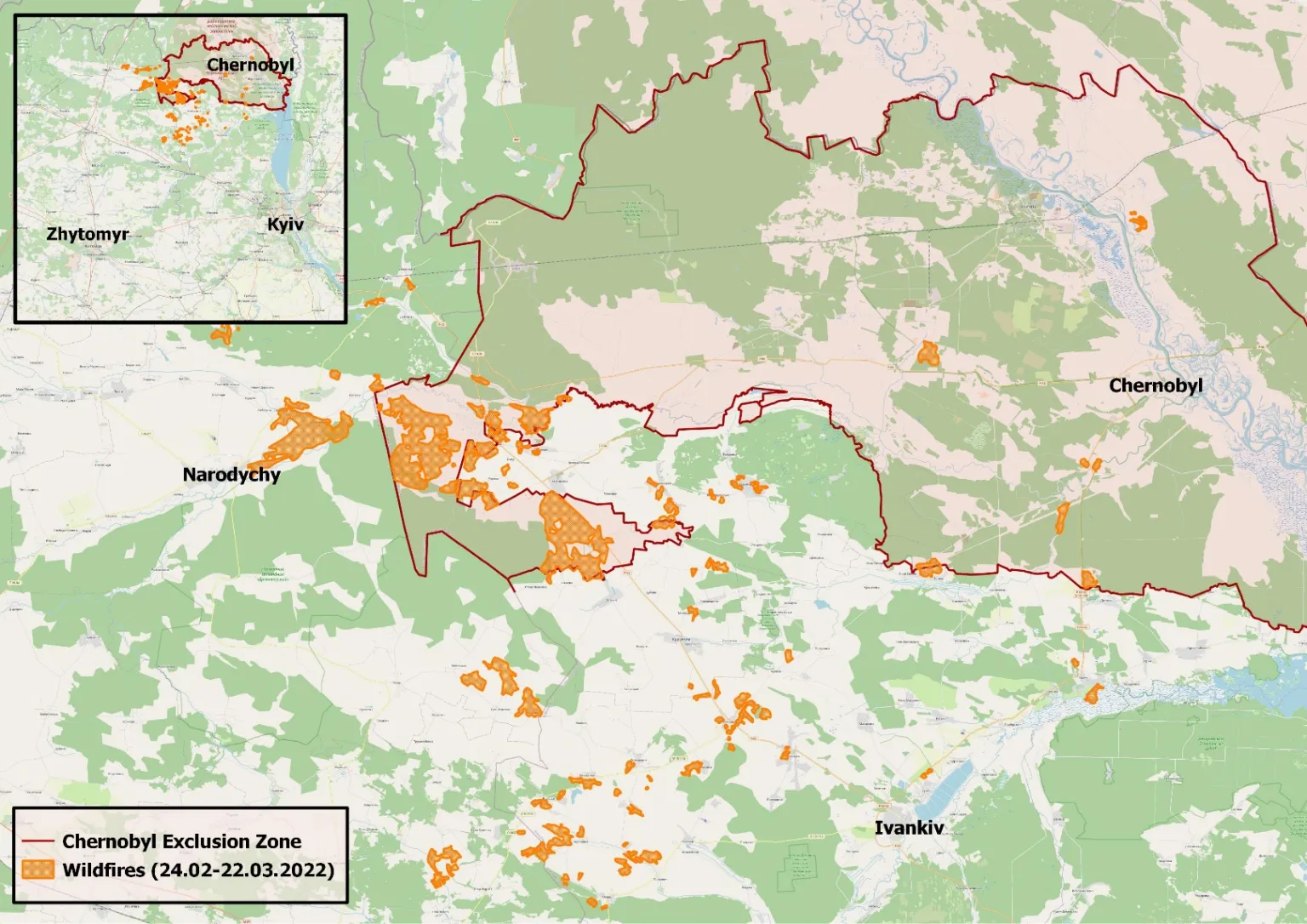
Пожары в лесах вокруг ЧАЭС с 24 февраля по 22 марта

В начале марта бои начались непосредственно у Запорожской АЭС, пятой в мире по мощности и крупнейшей в Европе. Объём ядерных материалов на станции в 20 раз больше, чем на Чернобыльской АЭС. 4 марта из-за военных столкновений в учебно-тренировочном корпусе АЭС вспыхнул пожар, который, однако, удалось быстро потушить. 9 марта станцию захватили российские войска. 30 мая МАГАТЭ объявило о утрате связи с серверами Запорожской АЭС, связь была восстановлена только 12 июня. Генеральный директор МАГАТЭ Рафаэль Гросси заявил, что сотрудники станции работают в неприемлемых условиях: без возможности смениться или полноценно отдохнуть, они находятся под постоянным давлением российских военных. Даже в условиях мирного времени человеческий фактор привёл к Чернобыльской аварии, а находящиеся в постоянном стрессе сотрудники могут совершить ошибку с ещё большей степенью вероятности. 30 июня 2022 года МАГАТЭ объявило, что вновь утратило связь со своими системами дистанционного слежения на Запорожской АЭС.
В то время как внимание общественности было приковано непосредственно к угрозе для шести реакторов станции, вероятно, большую опасность несут возможные повреждения хранилищ отработанных топливных стержней. Например, на захваченной Запорожской АЭС свыше трёх тысяч отработанных топливных стержней хранятся на открытом участке станции за символическим ограждением. На недопустимые условия хранения международные специалисты указывали ещё в 2015 году. На других станциях отработанные стержни хранятся в охлаждающих бассейнах. Если вода в бассейнах нагреется при пожаре или произойдёт её утечка, перегретые стержни начнут гореть. Последствия могут быть аналогичны Кыштымской аварии, которая возникла из-за выхода из строя системы охлаждения. По данным МАГАТЭ, с начала войны ракеты уже попадали как минимум в два хранилища ядерных отходов под Киевом и Харьковом. Даже после охлаждения длиной в 10 лет, отработанное ядерное топливо высвобождает в час дозу радиации, в 20 раз превышающую смертельную.
Норвежское экологическое объединение «Беллона» регулярно подвергает критике действия РФ на захваченных ядерных объектах, в частности, Запорожской АЭС. По мнению экологов подобные действия во время войны могут спровоцировать потенциальную ядерную катастрофу.

## Пострадавшие природные системы

### Плодородные почвы

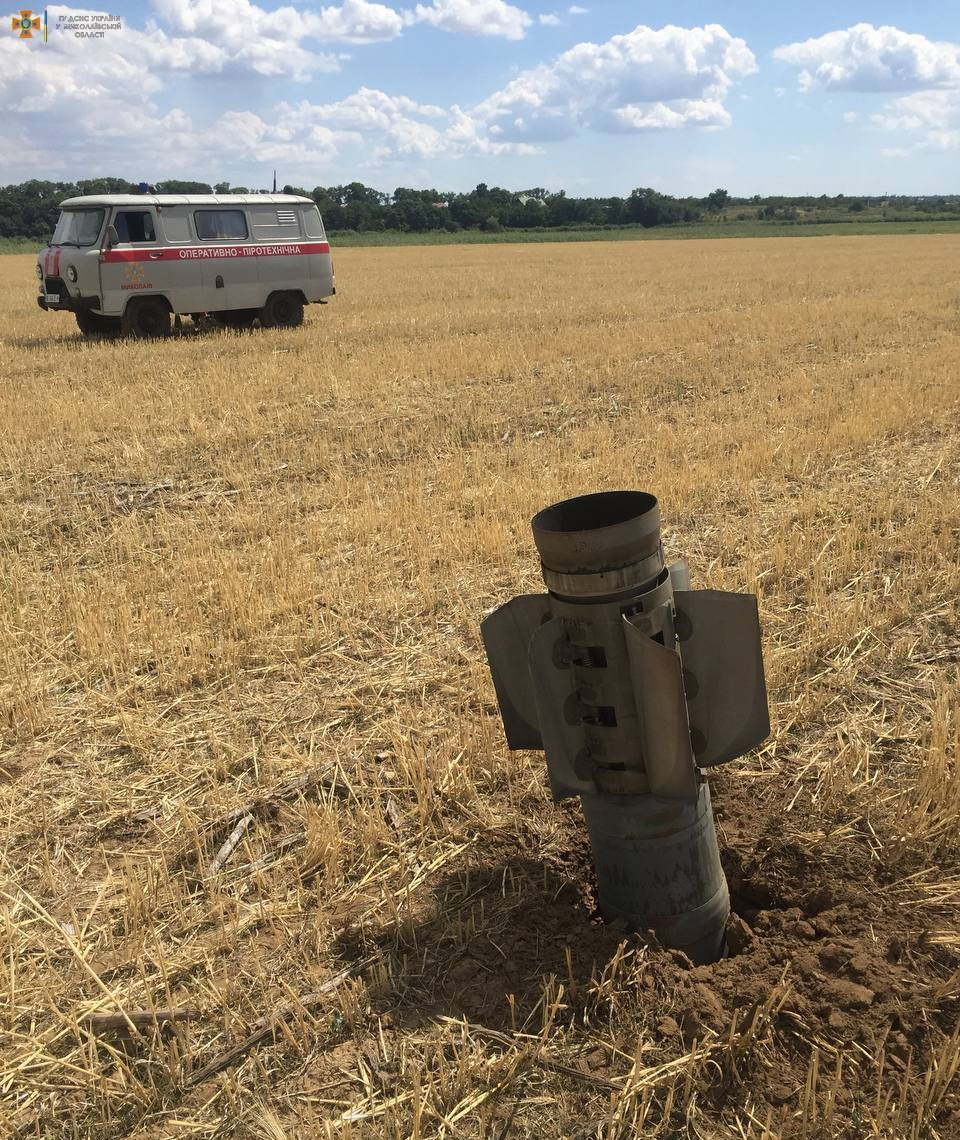
Снаряд на поле в Николаевской области, июль 2022

Военные действия наносят долгосрочный значительный ущерб сельскохозяйственным угодьям. Плодородные почвы, благодаря которым Украина является одним из крупнейших мировых экспортёров зерна, страдают от загрязнения тяжёлыми металлами, химикатами, горючими смазочными материалами и отработанным топливом, которые попадают на неё из-за взрывов. Зерновые, выращенные на такой земле, вберут в себя токсины и будут нести серьёзную угрозу для здоровья потребителей. По оценке ООН, в 2022 году только на Донбассе зоной экологического бедствия являются свыше 530 тысяч га земли.
Исследования показывают, что при езде танки и тяжёлая военная техника наносят чернозёму механические повреждения, на восстановление от которых требуется минимум четыре года. На несколько лет нарушаются популяции бактерий, микробов и живых организмов (например, дождевых червей), которые аэрируют грунт. Кроме того, чем меньше растительный покров, тем быстрее и глубже в почвы проникают загрязняющие вещества.
Экологи отмечают также, что резкое прекращение ведения сельского хозяйства на полях ведёт к неконтролируемому росту числа сорняков и грызунов, которые являются переносчиками различных заболеваний и становятся дополнительной угрозой здоровью населения.

### Водные источники

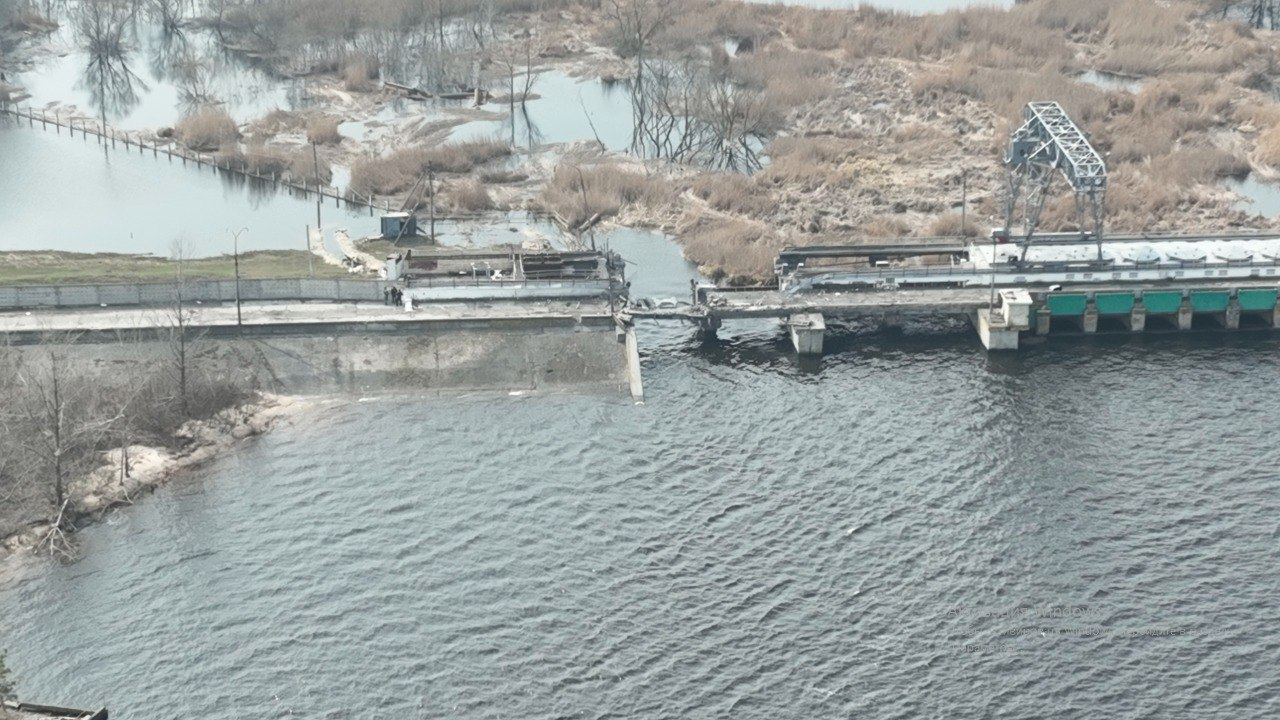
Разрушенная дамба на р. Ирпень в с. Козаровичи

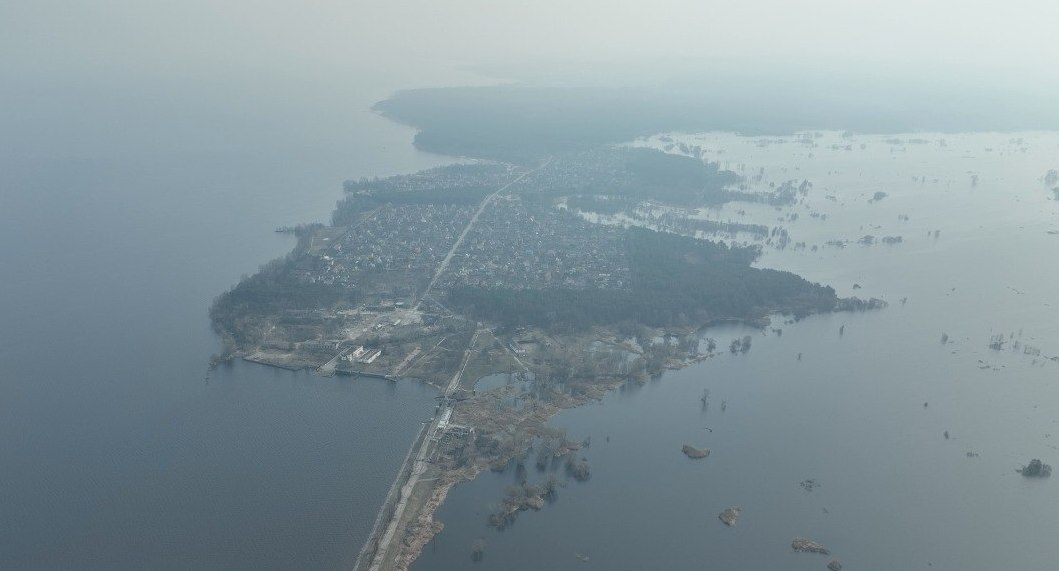
Затопленое с. Демидов

Реки и водные объекты играют большое стратегическое значение. В ходе боёв Днепр, Северский Донец, Ирпень и другие реки служили как естественные преграды, театром военных действий стало также побережье Чёрного моря. От подбитой и заброшенной военной техники в воду попадают горючее, смазочные материалы, разливы топлива приводят к пожарам и нарушают химический баланс вод. Нефть сама по себе токсична для морских обитателей и микроорганизмов, кроме того, содержащиеся в ней углеводороды вступают в контакт с пестицидами и тяжёлыми металлами, отравляя поверхностные воды. Разрушение дамб и разлив рек приводит к деградации значительных территорий и загрязнению почв и вод.  За полтора месяца вода из водохранилища затопила пойму Ирпеня на 10 километров вплоть до села Горенка. В экосистемах Одесского залива, дельты Дуная и Азовском море обитают находящиеся под угрозой исчезновения виды, ущерб которым от морских сражений ещё только предстоит оценить.
Приток Дона Северский Донец, который служит источником воды практически для всего Донбасса, ещё в 2018 году был в критическом состоянии, уровень содержания в воде тяжёлых металлов и алкилфенолов в семь раз превышал допустимый. В 2022 году прямые попадания бомб разрушили Попаснянский и Южнодонбасский водоводы, канал «Северский-Донец — Донбасс», Донецкую фильтровальную станцию неоднократно пришлось останавливать из-за перебоев с электричеством. Из-за разрыва трубопроводов в Северский Донец попадают неочищенные канализационные стоки. В результате боёв водная инфраструктура, обслуживавшая 4 млн человек, оказалась уничтожена, люди вынуждены пользоваться загрязнённой водой. Эффекты от её употребления часто проявляются не сразу — в некоторых случаях в течение недели происходит отравление внутренних органов и тяжёлые поражения печени. Поступающие в Северский Донец поллютанты течением переносятся в Россию и загрязняют её почвы и подземные воды.
ВСУ с целью предотвращения продвижения российских войск в ходе вторжения России на Украину был произведён подрыв Козаровицкой дамбы. В результате были затоплены более 2800 гектаров земель, а также жилые дома в селах Козаровичи и Демидов. Как сообщил министр защиты окружающей среды и природных ресурсов Украины Руслан Стрелец, сумма ущерба от затопления составляет 27,5 миллионов гривен. Выражаются опасения относительно экологических последствий произошедшего, поскольку в зону затопления попали свалки, выгребные ямы, обработанные органическими удобрениями поля. Российские войска отошли из-под Киева в апреле 2022 года, но по состоянию на ноябрь 2022 года затопление не было ликвидировано, при этом велись работы по восстановлению дамбы. Некоторые экологи предлагают сохранить пойму в полностью или частично затопленном и заболоченном состоянии.

### Природоохранные территории

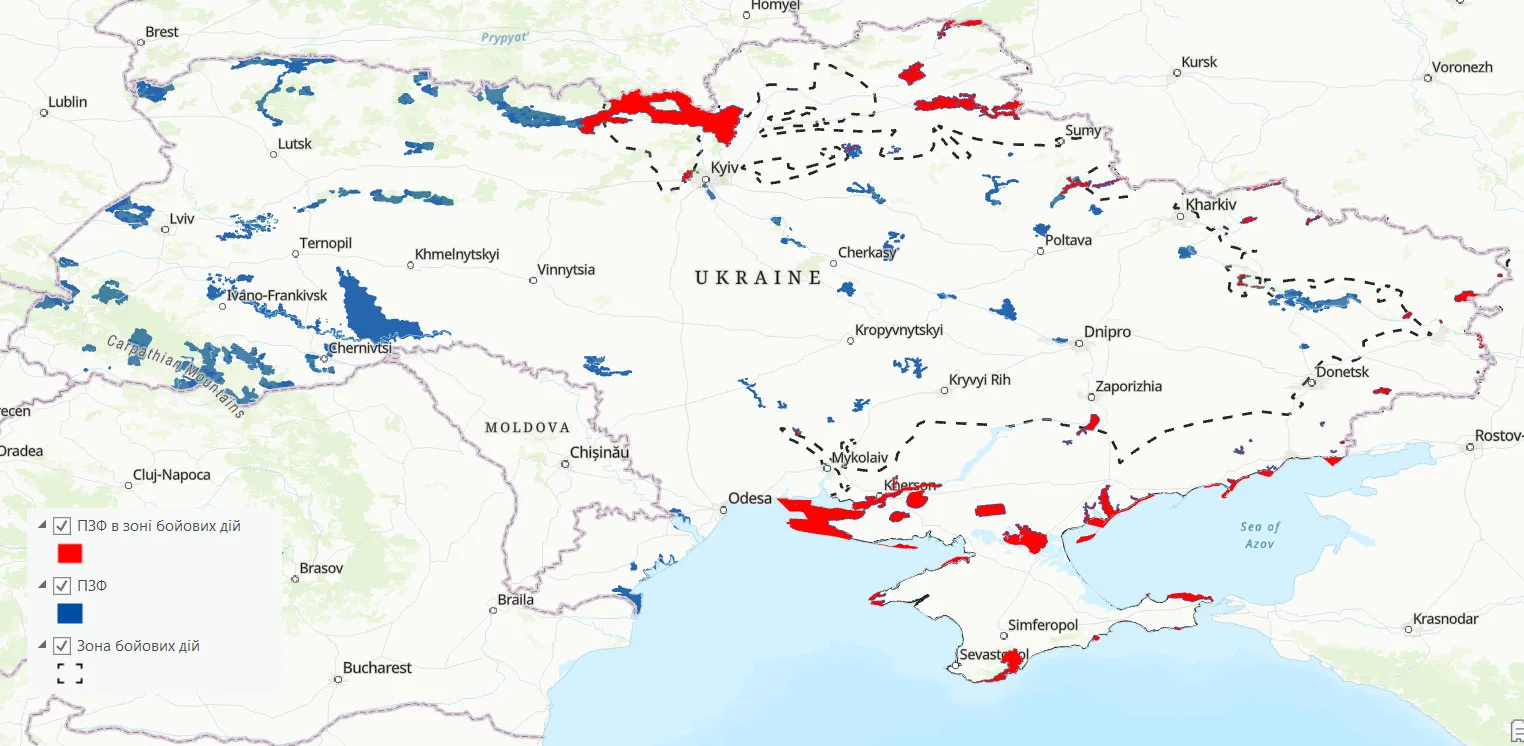
Территории природно-заповедного фонда Украины, попавшие в зону боевых действий на начало апреля 2022

Заповедники Украины входят в общеевропейскую Изумрудную сеть природоохранных территорий, объединяющих уникальные местообитания редких видов флоры и фауны. По предварительным подсчетам, по состоянию на 1 марта 2022 года в зону военной оккупации и боевых действий попали территории 900 объектов природно-заповедного фонда Украины общей площадью 12 406,6 км² (1,24 млн га), что составляет около трети площади природно-заповедного фонда Украины. По оценке Украинской природоохранной группы, в зоне военных действий оказались 44 % наиболее ценных природоохранных территорий Украины. Случаи прямого ущерба уникальным природным объектам регистрируют на протяжении всей войны: на заповедных землях российские войска копали траншеи, устраивали фортификационные сооружения, закладывали и взрывали мины. В национальном парке Великий Луг танки шли по лугам, уничтожая краснокнижный первоцвет Bulbocodium versicolor, над восстановлением которого местные экологи работали 16 лет. Из-за боёв у Херсона, в Черноморском биосферном заповеднике возникли пожары такого масштаба, что их было видно из космоса. Национальный парк Меотида, расположенный близ Мариуполя, является местом гнездования многих уникальных видов птиц — в том числе кудрявого пеликана и чайки Палласа. Из-за боёв пожары в заповедных лесах Кинбурнской косы длились больше недели, нанеся непоправиый урон местной экосистеме. Джарылгачский национальный природный парк, где растут уникальные эндемичные травы и водятся дикие кабаны, лисы и олени, стал зоной активных боёв, его приморская полоса длиной 56 км заминирована противопехотными и противотанковыми минами. Война заставила значительную часть сотрудников природоохраны остановить свою работу, подорвав результаты многочисленных многолетних международных проектов восстановления и сохранения биоразнообразия.

### Животные
На территории Украины обитают свыше 70 тысяч видов флоры и фауны, составляющие 35 % биоразнообразия Европы. Военные действия наносят прямой урон популяциям животных, как обитающим на Украине, так мигрирующим через неё. Дикие животные погибают от обстрелов и осколочных ранений. Светошумовое загрязнение и вибрации распугивают зверей, заставляют птиц покидать места гнездования, разрушают кормовую базу. При форсировании рек от военной техники попадают в воду горючее и смазочные материалы, которые отравляют воду и убивают личинок насекомых. От снижения их числа становится меньше земноводных, например, лягушек, которыми питаются цапли и аисты. Дополнительный ущерб фауне нанесло и то, что бои начались весной, в период размножения большинства видов.
В 2014 году при аннексии Крыма российские войска использовали заповедные земли Кривой косы для высадки, из-за чего в одночасье было уничтожено гнездовье краснокнижного черноголового хохотуна. Из-за бомбёжек, распугивающих перелётных птиц, вместо 1500 кудрявых пеликанов, ежегодно мигрирующих через косу, в 2022 году орнитологи насчитали только 300 особей. Только за первые три месяца войны на Тузловские лиманы было сброшено 200 бомб. Последние 30 лет экологи и активисты вели в местном заповеднике проект по поддержанию правильного водообмена между прибрежными лагунами и морем: каждую весну они прокладывали неглубокие каналы, по которым миллионы особей рыбьего молодняка выходили в море из нерестилищ. Раньше эти каналы возникали естественным путём, но интенсивный водозабор для сельского хозяйства истощил питавшие их реки. Из-за войны экологи были вынуждены прекратить работу. Без этих каналов рыба не выйдет в море, пятитысячная популяция цапель окажется лишена кормовой базы.

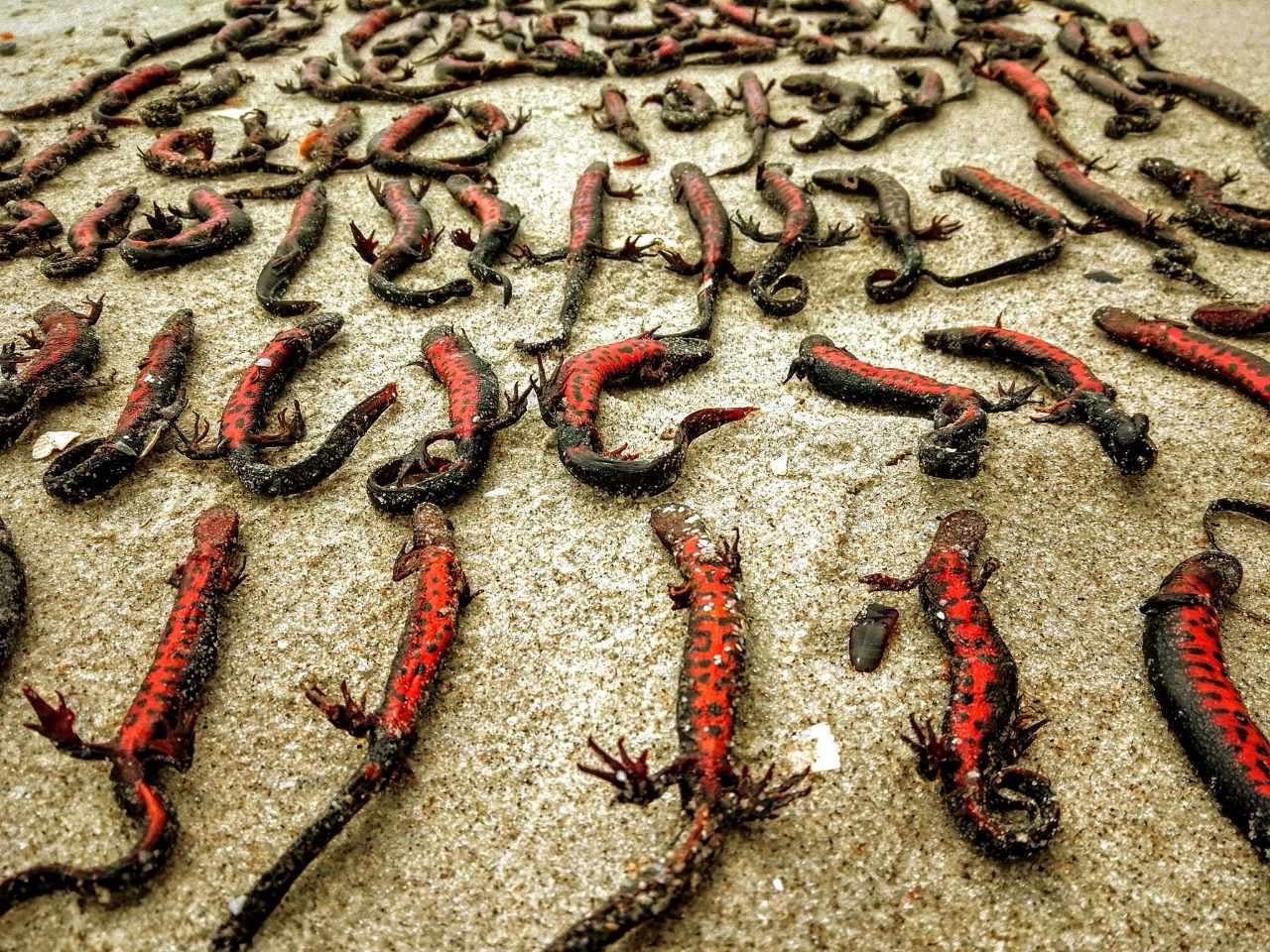
Тритоны, погибшие вследствие подрыва Каховской ГЭС

Одними из самых пострадавших от войны видов стали дельфины. На побережьях Украины, Турции, Румынии и Болгарии были обнаружены сотни погибших особей разных видов этих животных. По мнению учёных, они гибли от акустических травм и дезориентации, вызванной повышенной военной активностью в Чёрном море, а также от отравления тяжёлыми металлами, которые попадают в воду от разрыва снарядов. На телах некоторых особей были обнаружены механические раны и ожоги. Руководитель исследовательского отдела национального парка «Тузловские лиманы» Иван Русев оценивает количество погибших дельфинов в несколько тысяч.
Значительный ущерб популяциям диких животных, в том числе занесенных в Красную книгу Украины, нанёс подрыв оккупационными российскими войсками плотины Каховской ГЭС. Так, в середине июня 2023 года работники национального парка «Тузловские лиманы» на юге Одесской области обнаружили на берегу моря 149 погибших тритонов, вынесенных днепровскими водами.
Война наносит урон домашним и сельскохозяйственным животным. В Украине на начало 2022 года было около 3,5 млн голов крупного и мелкого рогатого скота, 5,7 млн свиней и 212 млн особей домашней птицы. Этих животных очень трудно релоцировать, они часто остаются брошены владельцами и уязвимы перед обстрелами. Домашних кошек и собак хозяева чаще берут с собой в эвакуацию, однако большинство оставлено в зоне военных действий территориях без пищи и ухода. Из-за боёв многие сотрудники зоопарков и приютов вынуждены были бежать, без них подопечные звери умирают от холода и голода. На покинутых людьми территориях иногда наблюдается обратный антропогенному эффект возвращения дикой природы. Так, в Донецком регионе с 2014 года вдвое увеличилась популяция волков, значительно выросло число лисиц и диких собак. У этого есть негативные последствия — перечисленные животные являются разносчиками чумы, всплески которой теперь фиксируются у людей.
Над территорией Украины в 2022 году увеличилось среднее время миграции большого подорлика, что получило известность как пример влияния войны на птиц, но непосредственные причины этого замедления не вполне ясны. В Харькове в первые дни обстрелов наблюдался испуг и стресс сорок и ворон, но позже птицы привыкли к громким звукам. Но вблизи линии фронта нормальная жизнь птиц невозможна из-за уничтожения среды обитания.

## Косвенное воздействие на окружающую среду
После начала войны зарубежные фонды и организации прекратили сотрудничество с Россией по большинству экологических проектов, были остановлены Арктические программы по исследованию эффектов глобального изменения климата. В Украине прервалось множество программ восстановления биоразнообразия. Лесные пожары, бушевавшие в Европе, Турции и Сибири в 2021 году, тушили в основном с помощью российских военных вертолётов. Из-за войны и санкций техники для борьбы с огнём будет не хватать, в сочетании с беспрецедентной жарой это приведёт к ещё большему масштабу пожаров.

### Энергетический поворот
Война России с Украиной может стать стимулом для Европы ускорить переход на возобновляемые, экологически чистые источники энергии. В марте 2022 года Европа ежедневно платила России около 640 млн евро за нефть и газ, доходы от экспорта углеводородов составляли 40 % бюджета страны.
Генеральный секретарь Организации Объединённых Наций Антониу Гутерриш заявил, что «вместо того, чтобы нажимать на тормоза декарбонизации мировой экономики, сейчас самое время нажать на педаль газа в направлении будущего возобновляемой энергетики». С ним согласны многие эксперты — по их оценкам, переход на экологичные источники в конечном счёте возможен за более сжатые сроки и с меньшими инвестициями, чем например строительство новых газопроводов и терминалов. По оценке Greenpeace, Германия сможет полностью перейти на электричество из возобновляемых источников к 2035 году.
Многие эксперты, однако, настроены скептически и уверены, что разразившаяся в Украине война неминуемо приведёт к повышению общемировой температуры и тому, что все поставленные странами Большой двадцатки экологические цели останутся не достигнутыми. Вредные выбросы в атмосферу могут увеличиться, если политические лидеры решат заменить российский импорт ископаемого топлива поставками из других стран и компенсировать недостаток увеличением доли угля. Поиск новых поставщиков нефти и газа, новые логистические цепочки и строительство инфраструктуры как средство в краткосрочной перспективе заменить российские углеводороды, подорвут многолетние экологические усилия.

### Сельское хозяйство
В ноябре 2022 года на юге России зафиксирована гибель тысячи животных и птиц от отравления ядохимикатами на полях. Оказалось, что аграрии перешли на запрещённые технологии и вещества. Власти открыто дают понять, что не намерены их за это серьёзно наказывать.

### Экологическое законодательство
После начала военных действий в Украине в российское законодательство были внесены многочисленные поправки и законы, потенциально несущие вред окружающей среде. Так, было разрешено строительство инфраструктурных объектов (трубопроводов, станций и проч.) на особо охраняемых природных территориях, были повышены допустимые нормы эмиссии выхлопных газов, российским производителям автомобилей разрешено было выпускать модели без соответствия европейским стандартам, экологическую экспертизу бизнес-проектов отменили на два года, на такой же срок была отодвинута реализация госпрограммы «Чистый Воздух».

## Восстановление
Эксперты отмечают, что до полной остановки военных действий невозможно говорить о начале работ по восстановлению ущерба, нанесённого окружающей среде. На этом этапе важна фиксация всех эпизодов влияния войны на природу, чтобы сформировать карту будущих работ.
Очистка земель от загрязнения взрывчатыми веществами является крайне сложной задачей, так как процессы распада и распространения токсических веществ в почве разнятся в зависимости от её состава, синтетической активности микроорганизмов, местной температуры и т. п.
Правительство Украины называет «экоцидом» военные преступления российской армии, наносящие непоправимый вред природе. Соответствующее понятие было внесено в уголовный кодекс страны. Украина заявляет, что планирует заручиться поддержкой мирового сообщества и финансировать работы по восстановлению окружающей среды из замороженных активов России.

## Комментарии
1. ↑  Для современных боеприпасов доля неразорвавшихся снарядов оценивается в 5 %[6].
2. ↑  Во время Второй мировой войны шахты Донбасса были затоплены, поэтому в послевоенные годы правительство СССР переселяло людей из региона, а работы по осушению и восстановлению территории велись более пяти лет. Потребуются десятилетия, чтобы полностью оценить степень ущерба природе от выхода воды с затопленных шахт, однако уже сейчас регистрируют вызванные им случаи неожиданных проседаний грунта и взрывы метана в подвалах домов.[50].
3. ↑  По прогнозу учёных, если война будет идти и в летние месяцы, вызванные ей пожары затронут огромные территории, поскольку на тушение не хватит ни человеческих, ни водных ресурсов[16].
4. ↑  До войны их поголовье составляло около 8 млн[95].